# Synagoga Maharszala w Lublinie

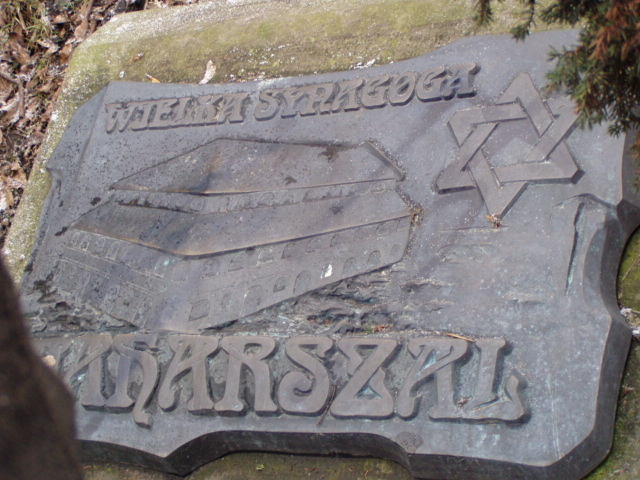
Tablica pamiątkowa

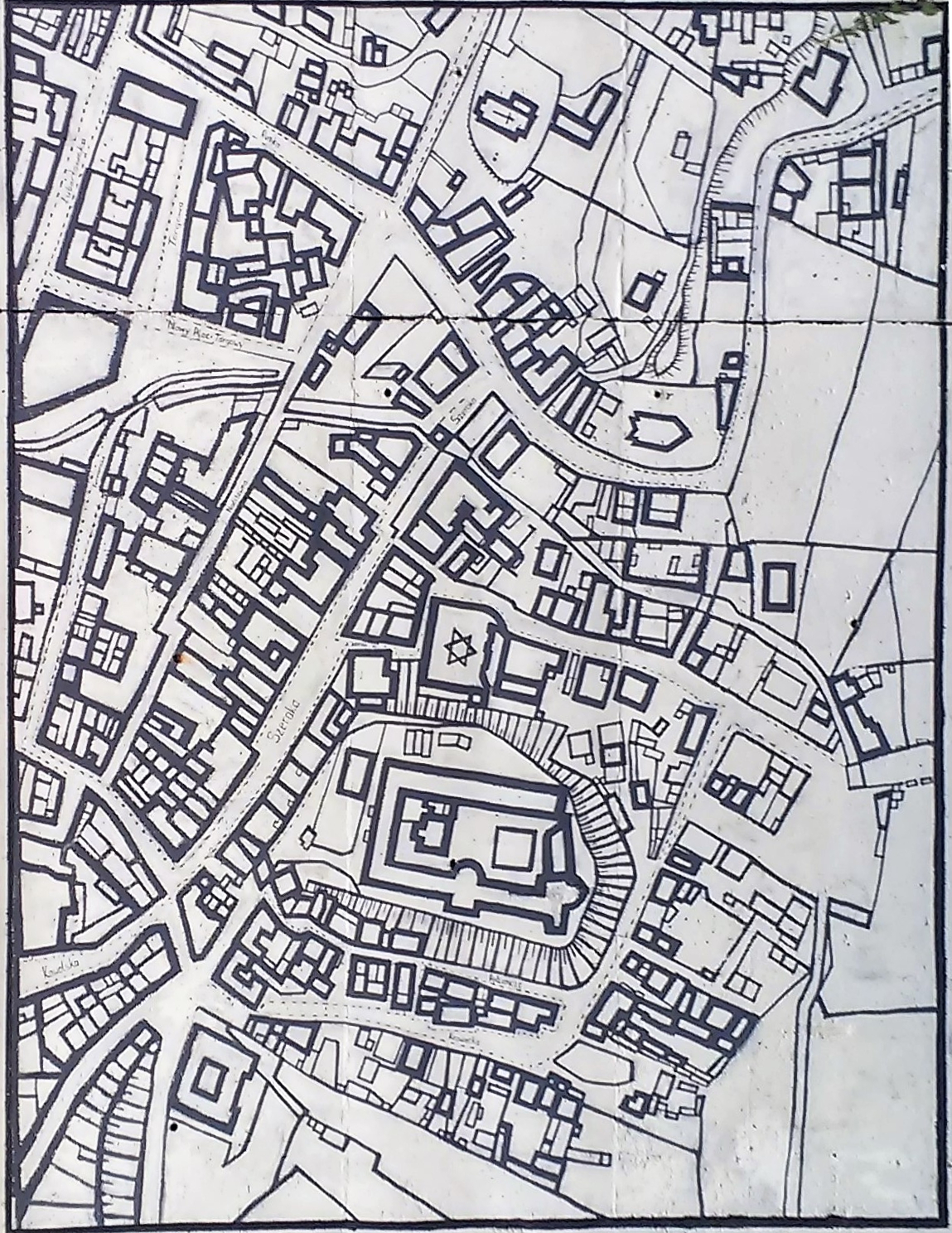
Fragment murala przy Czechówce przy Tarasach Zamkowych w Lublinie przedstawiający mapę dzielnicy żydowskiej (odwzorowanie mapy z 1928), synagoga Maharszala zaznaczona gwiazdą Dawida

Synagoga Maharszala w Lublinie, zwana Wielką (jid. Maharszalszul, מהרשל־שול) – nieistniejąca obecnie, największa synagoga, która znajdowała się w Lublinie, na północnym zboczu wzgórza zamkowego, przy również nieistniejącej ulicy Jatecznej 3.
Była najstarszym znanym obiektem w Polsce posiadającym bimę czterofilarową. Wraz z synagogą Maharama i Szywe Kryjem wchodziła w skład kompleksu synagogalnego na Podzamczu.

## Historia
Synagoga została zbudowana około 1567 dzięki przywilejowi z dnia 25 sierpnia tego samego roku, jaki wydał dla lubelskich Żydów król Polski Zygmunt II August. Wzniesiono ją na działce podarowanej przez dr Izaaka Maja. Gmina żydowska równocześnie otrzymała zezwolenie na budowę pierwszej jesziwy, którą ulokowano w budynku synagogi. Sława uczelni była tak wielka, że ściągali do niej żydowscy studenci z całej Europy. Synagoga została nazwana na cześć lubelskiego rektora i rabina Salomona Lurii, zwanego Maharszalem. Pod koniec XVI lub na początku XVII wieku do jej południowej ściany dobudowano mniejszy obiekt, w którym ulokowano tzw. synagogę Maharama przeznaczoną do nabożeństw szabatowych. Obie łącznie mogły pomieścić ponad 3000 modlących osób.
Istnieją przekazy, że w całym kompleksie synagogalnym mieściły się zarówno biura gminy żydowskiej, jak również pierwsza lubelska jesziwa. Tu też znajdował się niewielki areszt dla przestępców, którzy popełnili wykroczenia przeciwko religii lub gminie. Najprawdopodobniej pozostałością tego aresztu była niewielka bóżniczka, znajdująca się w przedsionku synagogi, nazywana w XIX-wiecznych dokumentach „Szywe Kryjem”.
Podczas najazdu kozacko-moskiewskiego na Lublin w 1655 napastnicy doszczętnie spalili synagogę, którą w szybkim czasie odbudowano, ale przestała już wtedy funkcjonować jesziwa. Przez kolejne lata była ona zaniedbana i nieremontowana, co doprowadziło ją w 1854, w nocy po Jom Kipur, do katastrofy budowlanej, podczas której zawaliły się stropy budynku. W 1866 zakończono długą i żmudną odbudowę synagogi, której nie nadano już barokowego charakteru. Ze starej bożnicy zachowano jedynie pierwotny obrys murów zewnętrznych oraz Aron ha-kodesz.
W okresie międzywojennym ze względu na zły stan techniczny planowano przeprowadzić rozległy remont budynku, lecz wybuch II wojny światowej przerwał te plany. Jeszcze w XIX w., zgodnie z tradycją, synagoga Maharszala była miejscem obrad przedstawicieli całej gminy żydowskiej, którzy podejmowali tu ważne dla społeczności decyzje. Ostatnim przedwojennym zarządzającym synagogą był Dawid Keller, który pełnił tam również zaszczytną rolę odczytywania wersetów Tory, tzw. bał-kore.
Podczas II wojny światowej niemieckie władze okupacyjne nakazały zamknąć synagogę dla celów kultowych. Ze względu na jej dużą powierzchnię, w jej wnętrzu ulokowano schronisko dla ubogich, uchodźców, wysiedleńców oraz kuchnię ludową dla biednych Żydów z getta. W marcu i kwietniu 1942 hitlerowcy doszczętnie zdewastowali wnętrze synagogi i zamienili je w punkt zborny dla osób, z których formowano transporty do obozu zagłady w Bełżcu. Średnio każdej nocy gromadzono w niej około 1500 Żydów, których następnie pędzono przez Kalinowszczyznę na rampę za Rzeźnią Miejską, skąd odchodziły pociągi do Bełżca. Po likwidacji lubelskiego getta synagoga została wysadzona w powietrze.
Po zakończeniu wojny ruiny synagogi, w tym bima stały jeszcze przez kilka lat. Zostały rozebrane w 1954 na polecenie ówczesnych władz miasta, ze względu na budowę przez ich teren Alei Tysiąclecia (aktualnie Aleja Solidarności). O synagodze przypomina jedynie wykonana z granitu tablica pamiątkowa, na której znajduje się, upamiętniający to miejsce, napis w języku polskim, jidysz i hebrajskim:
W tym miejscu mieściła się synagoga Maharszala i Maharama wzniesiona w 1567 r. zburzona przez Niemców w 1942 r.
W 2007 z inicjatywy Ośrodka Brama Grodzka-Teatr NN stworzono w komputerze trójwymiarowy model synagogi Maharszala. Jej projekt w komputerowej Technologii Rzeczywistości Wirtualnej przygotował Krzysztof Mucha ze spółki Servodata Elektronik, nad którym pracował pół roku.

## Architektura

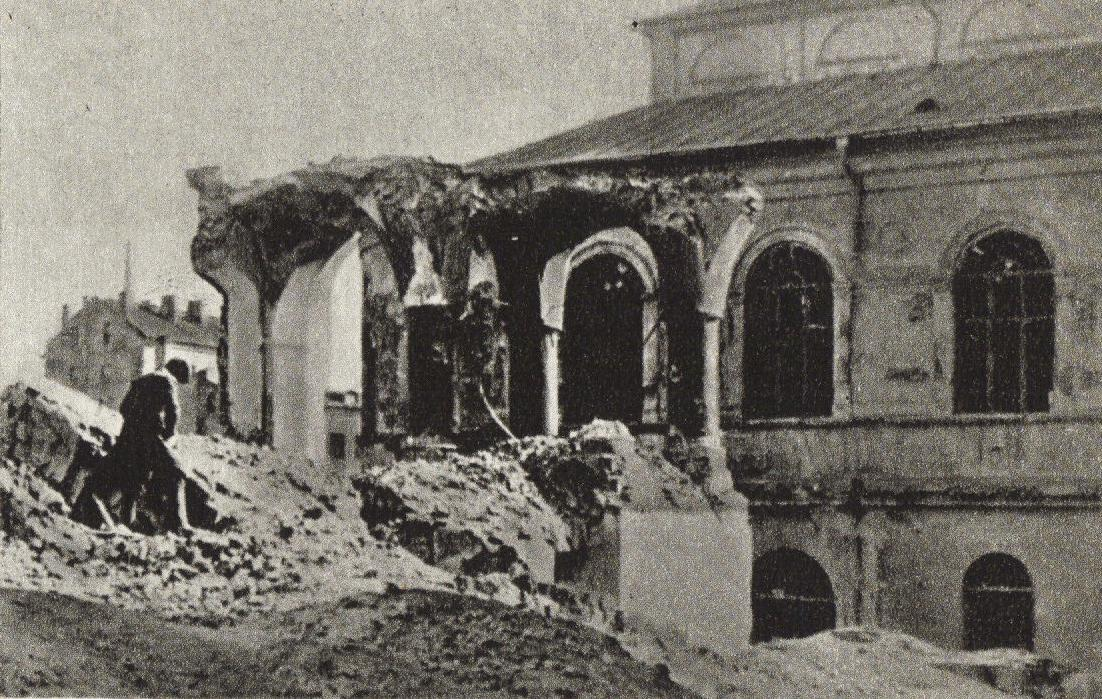
Burzenie dzielnicy żydowskiej w Lublinie. W głębi synagoga Maharszala

Murowany budynek synagogi wzniesiono na planie nieregularnego prostokąta, pierwotnie w stylu renesansowo-barokowym. O układzie bóżnic sprzed pożaru w 1656 nie ma żadnych informacji. Sprzed pożaru w 1856 jedynym śladem są ich obrysy na planach miasta z lat: 1783, około 1800, 1823 oraz 1829. Na wszystkich planach wyróżniają się one swą wielkością. Obrys na planie z 1823 roku jest podobny do rysunku pomiarowego z 1920 roku. Do dziś zachowało się kilkanaście zdjęć, rysunków i planów architektonicznych z okresu międzywojennego, dzięki którym znany jest wygląd zewnętrzny i wnętrza synagogi.
Elewacje o charakterystycznych pionowych podziałach z pilastrami oraz półokrągle zakończonymi otworami okiennymi wskazywały na dwukondygnacyjność budynku. Nad oknami umieszczony był gzyms, który zwieńczył całą elewację. Całość była nakryta łamanym dachem trójspadowym krytym blachą ze szczytem od strony zachodniej.
Wnętrze synagogi posiadało dwie kondygnacje, piwnice i poddasze. Na parterze ponadto znajdowało się 10 pomieszczeń: przedsionek, synagoga Szywe Kryjem, klatka schodowa, babiniec północny, babiniec synagogi Maharama, klatka schodowa i przedsionek babińca. Na piętrze było także 10 pomieszczeń: główna sala modlitewna, babiniec zachodni i północny, trzy klatki schodowe. Sale na piętrach były poprzedzielane ścianami z otworami drzwiowymi umożliwiającymi komunikacje, oraz zawierały także okna.
Główna sala modlitewna obejmująca dwa piętra była kwadratowa o wymiarach 16 na 16 metrów. Przekrywało ją sklepienie składające się z czterech, przecinających się w narożach kolebek z lunetami, rozpiętych między ścianami a potężnym filarem znajdującej się na środku sali dwuwejściowej bimy otoczonej kutą balustradą. Stanowiło ją ustawione na kwadratowym podium cztery podpory złożone każda z trzech wysmukłych kolumienek z korynckimi głowicami. Na nich za pośrednictwem odcinków bogato rozczłonkowanego belkowania opierała się nadstawa, w której wycięte były półkoliste arkady. Wieńczył je wielki gzyms, na którym bezpośrednio spoczywały spływy sklepienia.
Na ścianie wschodniej znajdował się skromny, renesansowo-barokowy Aron ha-kodesz, który stał pośrodku wielkiej dekoracji wspartej po bokach półkolumnami i zwieńczonej tablicami Dekalogu, które symbolicznie adorowała para lwów. Po jego prawej stronie stał pulpit kantora. Od północy i zachodu do sali głównej przylegały niskie babińce, które prawdopodobnie zostały dostawione przy odbudowie w 1656. Dzięki kilku małym, okratowanym okienkom, kobiety mogły śledzić przebieg nabożeństwa. We wnętrzu znajdowały się liczne świeczniki, które zostały ufundowane przez najbogatszych Żydów lubelskich.

## Parochet

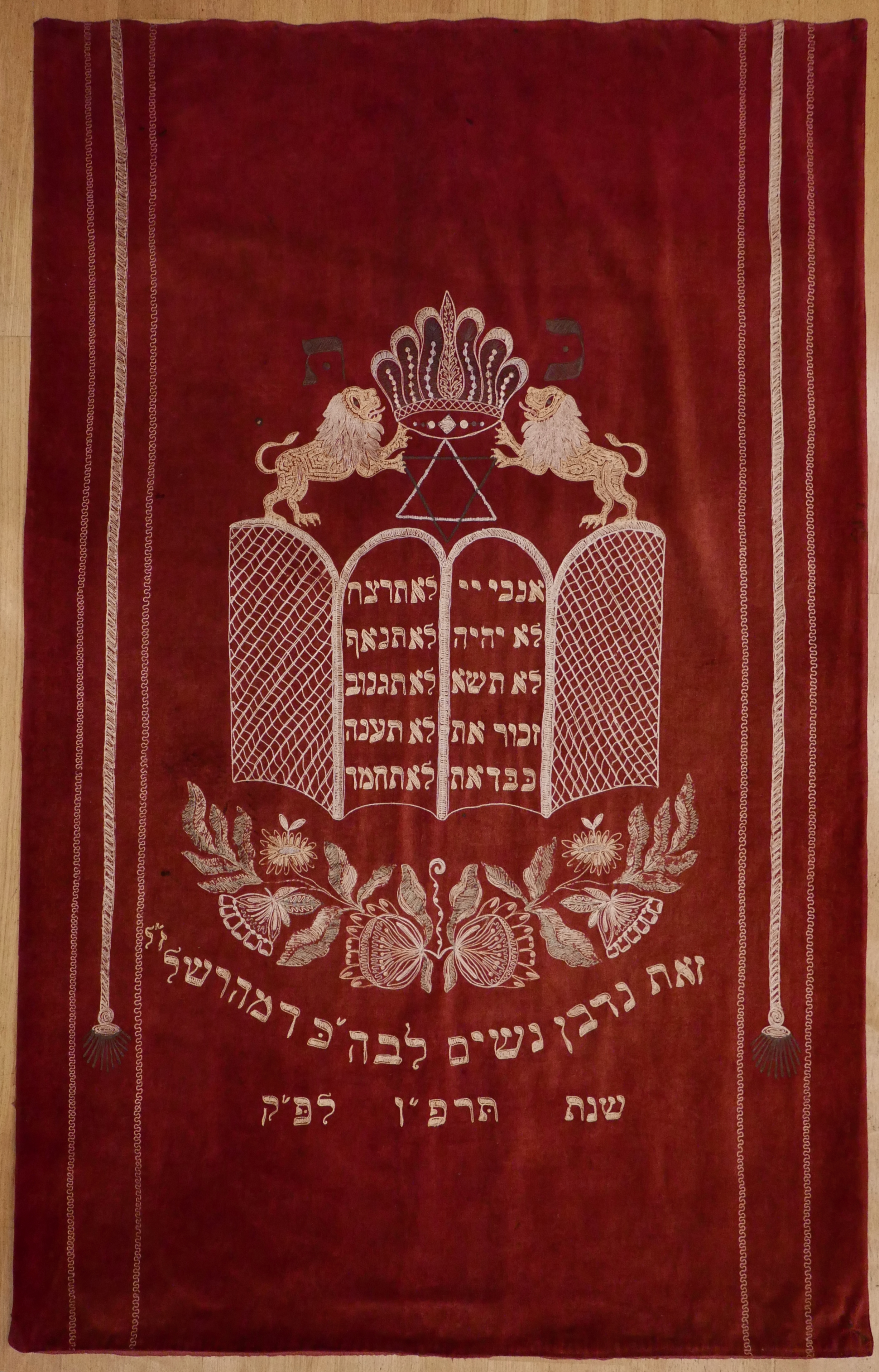
Parochet

Do dziś zachował się jedynie aksamitny parochet o wymiarach 180 na 120 centymetrów ufundowany przez kobiety w 1925 lub 1926 roku dla synagogi Maharszala. Używany jest od 1945 roku do dziś w synagodze Gminy Wyznaniowej Żydowskiej w Bielsku-Białej. Nie wiadomo, jak trafił do Bielska-Białej. W inwentarzu figuruje od 1945 roku. Odkrycia dokonał w styczniu 2008 roku historyk Jacek Proszyk podczas inwentaryzacji przedmiotów służących bielskiej synagodze i przetłumaczeniu tekstu wyhaftowanego na parochecie.
Na tkaninie znajduje się, między innymi, dziesięć przykazań po hebrajsku, które wieńczy korona Tory podtrzymywana przez parę lwów oraz poniżej hebrajski napis:
זאת נדבן נשים לבה״כּ דמהרשל ז״ל – שנת תּרפ״ו לפּ״ק
co oznacza:
To dar kobiet synagodze Maharszala b.p. [błogosławionej pamięci] w roku (5)686 [czyli: 1925/1926]